# المقشاب (أفلح الشام)

تعديل مصدري - تعديل

المقشاب هي إحدى قرى عزلة بني حربي بمديرية أفلح الشام التابعة لمحافظة حجة، بلغ تعداد سكانها 728 نسمة حسب تعداد اليمن لعام 2004.